# Dipartimento del Segre
Dipartimento del Segre (in lingua francese: Département du Sègre) è stato un dipartimento del Primo impero francese il cui territorio si trova negli attuali Paesi di Spagna e Andorra. Venne istituito il 26 gennaio 1812 a seguito dell'annessione della Catalogna e del Principato di Andorra all'Impero francese. Il nome del dipartimento era dovuto al fiume Segre (in francese: Sègre sɛɡʁ). Era suddiviso nei 3 arrondissement di Puigcerdà, Talarn e Solsona. L'unico prefetto del dipartimento fu Jean Louis Rieul de Viefville des Essarts, da febbraio 1812 al 1813..
Il 7 marzo 1813 il dipartimento venne fuso con quello del Ter per formare il dipartimento del Segre-Ter. Nel 1814 le truppe francesi si ritirarono dalla penisola iberica, occupata sin dal 1808, e il dipartimento venne soppresso.